# Thyasira ockelmanni
Thyasira ockelmanni is een tweekleppigensoort uit de familie van de Thyasiridae. De wetenschappelijke naam van de soort is voor het eerst geldig gepubliceerd in 2010 door Keuning & Schander.